# Bletchley Park
Bletchley Park, també coneguda com a Station X, és el nom d'una instal·lació militar localitzada a Buckinghamshire, (actualment part de Milton Keynes), uns 80 km al nord de Londres (Regne Unit), on es van realitzar els treballs de desxifrat de codis alemanys, mitjançant el Colossus, durant la Segona Guerra Mundial. Rep el nom de la mansió victoriana que domina l'enclavament. El primer ordinador Colossus, que va ser dissenyat i construït a Bletchley Park, va permetre desxifrar els codis i xifrats que empraven els diferents països pertanyents a l'Eix, inclosos els generats per la famosa Màquina Enigma alemanya. Gran part del seu personal, al voltant del 75%, van ser dones, entre elles la matemàtica Ann Mitchell.
Els importants informes d'intel·ligència generats aquí a partir de la informació interceptada i desxifrada, classificats amb la paraula Ultra, van contribuir en gran manera amb l'esforç de guerra dels aliats i (possiblement) a escurçar-ne la seva durada.
Actualment Bletchley Park és un museu obert al públic. En aquest enclavament va desenvolupar la seva activitat com a criptoanalista el matemàtic Alan Turing, l'arxiu del qual roman a la mansió i recentment ha estat comprat per conservar-lo.